# Eupelmus rubicola
Eupelmus rubicola is een vliesvleugelig insect uit de familie Eupelmidae. De wetenschappelijke naam is voor het eerst geldig gepubliceerd in 1887 door Ashmead.